# امیرخان ایلخان
امیرخان ایلخان (انگلیسی: Emirhan İlkhan؛ زادهٔ ۱ ژوئن ۲۰۰۴) بازیکن فوتبال اهل ترکیه است.
از باشگاه‌هایی که در آن بازی کرده‌است می‌توان به باشگاه فوتبال بشیکتاش و باشگاه فوتبال تورینو اشاره کرد.
وی همچنین در تیم‌های ملی فوتبال زیر ۱۶، زیر ۱۸ و زیر ۲۱ سال ترکیه بازی کرده‌است.

## دوران باشگاهی
ایلخان محصول جوانان باشگاه فوتبال بشیکتاش، تمرینات خود را با تیم بزرگسالان خود در سال ۲۰۲۱ آغاز کرد. او اولین بازی حرفه ای خود را در پیروزی ۱–۱ (۴–۲) ۲۰۲۱ در ضربات پنالتی سوپرجام ترکیه مقابل آنتالیا اسپور در ۵ ژانویه ۲۰۲۲ انجام داد و در دقیقه ۸۰ به عنوان بازیکن تعویضی وارد زمین شد.
در ۱۰ اوت ۲۰۲۲، ایلخان با باشگاه فوتبال تورینو در ایتالیا قرارداد امضا کرد.

## دوران ملی
امیرخان ملی‌پوش جوانان ترکیه است که نماینده تیم‌های زیر ۱۶ و ۱۸ سال این کشور است.